# ماریا اوسپنسکایا
ماریا اوسپنسکایا (روسی: Мария Алeкceeвнa Успенская؛ ۲۹ ژوئیهٔ ۱۸۷۶ – ۳ دسامبر ۱۹۴۹) یک هنرپیشه اهل ایالات متحده آمریکا بود. وی بین سال‌های ۱۹۱۵ تا ۱۹۴۹ میلادی فعالیت می‌کرد.
از فیلم‌ها یا برنامه‌های تلویزیونی که وی در آن نقش داشته است می‌توان به فتح، رابطه عاشقانه، ردیف پادشاهان، فصل باران آمد و مرد گرگ‌نما اشاره کرد.